# Lucius Vettius
Lucius Vettius (overleden 59 v.Chr.) was een Romeins politicus uit de stand van de equites die tweemaal optrad als informant bij de samenzwering van Catilina in 63 v.Chr. en een vermeende samenzwering om Pompeius te vermoorden in 59 v.Chr.. 

## Leven
Lucius Vettius was afkomstig uit Picenum en diende ten tijde van de Bondgenotenoorlog onder Gnaeus Pompeius Strabo.
Vettius was aanvankelijk een medestander van Lucius Sergius Catilina tijdens diens verijdelde staatsgreep in 63 v.Chr., maar presenteerde zich uiteindelijk als informant over de samenzwering en beschuldigde Julius Caesar, op dat moment verkozen tot praetor, eraan deel te hebben genomen met een vermeende handgeschreven brief van Caesar aan Catilina als bewijs. Caesar bepleitte echter zijn onschuld bij Marcus Tullius Cicero, wat Vettius moest bekopen met aanslag op zijn goederen, een confrontatie met een woedende menigte voor de rostra en een gevangenisstraf.
In 59 v.Chr., het jaar van Caesars consulschap, onthulde Vettius aan de senaat dat er een aanslag werd beraamd op Gnaeus Pompeius Magnus door een groep van jonge Romeinse notabelen, onder wie Gaius Scribonius Curio, Marcus Junius Brutus, Lucius Lepidus Paullus en Caesars collega-consul Marcus Calpurnius Bibulus. Vettius claimde dat hij een dolk zou hebben ontvangen van een secretaris van Bibulus, en dat het plan erin zou bestaan Pompeius met behulp van enkele gladiatoren aan te vallen op het forum. De aantijgingen werden echter niet geloofwaardig geacht, onder andere omdat Bibulus een eerdere aanslag op Pompeius juist had verijdeld en Paullus op het moment niet in Rome was. Hierop stelde Vettius een dag later tegenover de contio zijn beweringen bij, waarbij hij de betrokkenheid van Brutus liet vallen en de namen van Lucius Licinius Lucullus, Lucius Domitius Ahenobarbus, Marcus Tullius Cicero en Gaius Calpurnius Piso aan de samenzweerders toevoegde.
Uiteindelijk werd Vettius door deze als vals beschouwde beschuldigingen veroordeeld en in de gevangenis gegooid, waar hij niet lang daarna overleed. Ten tijde van de affaire meende Cicero dat Vettius tot zijn verdachtmakingen de opdracht gekregen had van Caesar en Publius Vatinius om Gaius Scribonius Curio in een slecht daglicht te stellen. Volgens de latere auteur Suetonius zou Caesar na het mislukken van het plan tevens de opdracht hebben gegeven Vettius in de gevangenis uit de weg te ruimen.